# 次郎長三国志東海道の暴れん坊
次郎長三国志　東海道の暴れん坊（じろちょうさんごくし　とうかいどうのあばれんぼう）は1988年（昭和63年）1月3日にテレビ朝日で放送された新春時代劇スペシャルである。

## キャスト
- 清水次郎長：高橋英樹
- 森の石松：仲村トオル
- 二代目お蝶(お仲)：坂口良子
- 関東綱五郎：京本政樹
- 増川仙右衛門：木村一八
- 小政：川野太郎
- 追分三五郎：柳沢慎吾
- お蝶：浅野ゆう子
- お米：叶和貴子
- 大熊：中条きよし(特別出演)
- 大政：梅宮辰夫

- 深江章喜
- 曽根晴美
- 森章二
- 成瀬正孝
- 西田良
- 結城哲也
- 大前均
- 中田博久
- 芝本正
- 小林芳宏
- 加藤純平
- 石黒丈喜
- 倉田健
- 小林竜一
- 豊川博子
- 椎名友美
- 杉本佳穂
- 深見ちしろ
- 丸平峰子
- 江口みどり
- 真鍋美保
- 衣笠由里子
- 三原真
- 大村賢次
- 小船秋夫
- 武井三二
- 小峰隆司
- 有島淳平
- 原田和彦
- 笹木俊志
- 木谷邦臣
- 疋田泰盛
- 簑和田良太
- 山田良樹
- 五味竜太郎
- 有川正治
- 汐路章
- 伊達三郎
- ナレーター：小林恭治

- 吉良の仁吉：五木ひろし
- お千：工藤夕貴
- お園：鮎川いずみ
- 桶屋の鬼吉：桜木健一
- 法院大五郎：桂朝丸
- おしま：伊藤美紀
- 小松村七五郎：竹田高利(コント山口君と竹田君)
- 見受山鎌太郎：長門裕之(特別出演)
- 黒駒の勝蔵：中村嘉葎雄
- 山岡鉄舟：松方弘樹(特別出演)

## スタッフ
- 制作：関口恭司
- プロデューサー：杉崎保、伊藤彰将、田中憲吾
- 原作：村上元三
- 脚本：猪又憲吾
- 音楽：山本直純
- 撮影：水巻祐介
- 照明：加藤平作
- 録音：中路豊隆
- 美術：佐野義和
- 編集：三宅弘
- 整音：格畑学
- 助監督：萩原将司
- 記録：東紀子
- 擬斗：谷明憲
- 装置：野尻裕
- 装飾：福井啓三
- 背景：西村三郎
- 衣裳：森護
- 美粧結髪：東和美粧
- 演技事務：石井周作
- かつら：山崎かつら
- 小道具：高津商会
- 和楽：中本哲
- 進行主任：宇治本進
- 協力：京都大覚寺
- 制作協力：アイウエオ企画
- 監督：松尾昭典
- 製作：東映 / テレビ朝日